# San Paolo stimmatizzato
Il San Paolo stimmatizzato è un dipinto a olio su tela di Vittore Carpaccio, firmato e datato 1520. L'opera è attualmente conservata presso la Chiesa di San Domenico di Chioggia.